# ブレーメン6日間レース
ブレーメン6日間レース（独:Bremer Sechstagerennen）は、ドイツ、ブレーメンのÖVBアレーナで、例年1月中旬に開催されている、6日間レースの名称。
1965年に、55年ぶりに復活して以降、毎年開催されている。

## 歴代優勝ペア
| 年   | 優勝者                                             |
| ---- | -------------------------------------------------- |
| 1910 | ヴィリー・アレント ＝ オイゲン・シュターベ         |
| 1965 | リック・ファンステーンベルヘン ＝ パレ・リュッケ   |
| 1966 | ディーター・ケンパー ＝ ルディ・アルティヒ         |
| 1967 | ペーター・ポスト ＝ フリッツ・フェニンガー         |
| 1968 | ジーギ・レンツ ＝ ルディ・アルティヒ               |
| 1969 | ペーター・ポスト ＝ パトリック・セルキュ           |
| 1970 | ペーター・ポスト ＝ パトリック・セルキュ           |
| 1971 | アルベルト・フリッツ ＝ ルディ・アルティヒ         |
| 1972 | ジーギ・レンツ ＝ ヴォルフガング・シュルツェ       |
| 1973 | ディーター・ケンパー ＝ グレーム・ギルモア         |
| 1974 | レネ・パイネン ＝ レオ・デュインダム               |
| 1975 | レネ・パイネン ＝ パトリック・セルキュ             |
| 1976 | レネ・パイネン ＝ ギュンター・ハーリッツ           |
| 1977 | ヴィルフリート・ペフゲン ＝ アルベルト・フリッツ   |
| 1978 | ヴィルフリート・ペフゲン ＝ アルベルト・フリッツ   |
| 1979 | レネ・パイネン ＝ ダニー・クラーク                 |
| 1980 | パトリック・セルキュ ＝ アルベルト・フリッツ       |
| 1981 | レネ・パイネン ＝ グレゴール・ブラウン             |
| 1982 | レネ・パイネン ＝ アルベルト・フリッツ             |
| 1983 | レネ・パイネン ＝ グレゴール・ブラウン             |
| 1984 | アルベルト・フリッツ ＝ ディートリヒ・テュラウ     |
| 1985 | ゲリー・ウィギンス ＝ アンソニー・ドイル           |
| 1986 | ヨーゼフ・クリステン ＝ ディートリヒ・テュラウ     |
| 1987 | ダニー・クラーク ＝ ディートリヒ・テュラウ         |
| 1988 | ダニー・クラーク ＝ アンソニー・ドイル             |
| 1989 | アンドレアス・カペス ＝ ローマン・ヘルマン         |
| 1990 | ダニー・クラーク ＝ ローラント・ギュンター         |
| 1991 | アンドレアス・カペス ＝ エティアンヌ・デ・ウィルデ |
| 1992 | アンドレアス・カペス ＝ エティアンヌ・デ・ウィルデ |
| 1993 | ペーター・ピータース ＝ ウース・フローラー         |
| 1994 | アンドレアス・カペス ＝ ダニー・クラーク           |
| 1995 | ブルーノ・リジ ＝ クルト・ベチャルト               |
| 1996 | マルコ・ヴィッラ ＝ シルヴィオ・マルティネッロ     |
| 1997 | アンドレアス・カペス ＝ カルステン・ヴォルフ       |
| 1998 | イミー・マードセン ＝ イェンス・ウェガービュ       |
| 1999 | ブルーノ・リジ ＝ クルト・ベチャルト               |
| 2000 | アンドレアス・カペス ＝ シルヴィオ・マルティネッロ |
| 2001 | マシュー・ギルモア ＝ スコット・マグローリー       |
| 2002 | ブルーノ・リジ ＝ クルト・ベチャルト               |
| 2003 | ダニー・スタム ＝ ロベルト・スリッペンス           |
| 2004 | ブルーノ・リジ ＝ クルト・ベチャルト               |
| 2005 | アンドレアス・バイキルヒ ＝ ロベルト・バルトコ     |
| 2006 | ダニー・スタム ＝ ロベルト・スリッペンス           |
| 2007 | ブルーノ・リジ ＝ エリック・ツァベル               |
| 2008 | イルヨ・カイセ ＝ ロベルト・バルトコ               |
| 2009 | エリック・ツァベル ＝ ライフ・ランパーター         |
| 2010 | ブルーノ・リジ ＝ フランコ・マルヴリ               |
| 2011 | ローベルト・バルトコ ＝ ローベルト・ベングシュ     |
| 2012 | ローベルト・バルトコ ＝ ペーター・スヘプ           |
| 2013 | フランコ・マルブリ ＝ マルセル・カルツ             |
| 2014 | ライフ・ランパター ＝ ウィム・ストロティンガ       |
| 2015 | マルセル・カルツ ＝ アレックス・ラスムセン         |
| 2016 | クリスチャン・グラスマン ＝ ケニー・デ・ケテル     |
| 2017 | マルセル・カルツ ＝ イルヨ・カイセ                 |
| 2018 | ケニー・デ・ケテル ＝ テオ・ラインハルト           |
| 2019 | ヤスパー・デ・ビュイスト ＝ イルヨ・カイセ         |